# Heitor Alencar Furtado
Heitor Cavalcanti Alencar Furtado (Paranavaí, 1 de maio de 1956 – Mandaguari, 22 de outubro de 1982) foi um advogado e político brasileiro com atuação no estado do Paraná.

## Biografia
Filho de José Alencar Furtado e Miriam Cavalcanti Alencar Furtado. Advogado com bacharelado em Direito pela Associação de Ensino Universitário do Distrito Federal (UDF) em 1977. Nesse mesmo ano, seu pai teve o mandato cassado pelo presidente Ernesto Geisel. Diante disso, Heitor Furtado ingressou no Movimento Democrático Brasileiro (MDB), sendo eleito deputado federal em 1978, chegando ao posto de vice-líder da bancada. A partir de 1980 ingressou no Partido do Movimento Democrático Brasileiro (PMDB), e candidatou-se a deputado estadual em 1982, contudo foi assassinado no decorrer da campanha.

## Fonte de pesquisa
Atirou sozinha. Disponível em 'Veja,' ed. 738 de 27/10/1982. São Paulo: Abril.